# Penitente Hermandad de Jesús Yacente
La Penitente Hermandad de Jesús Yacente es una cofradía de Zamora, importante en su Semana Santa, en cuya noche del Jueves Santo procesiona solemnemente.

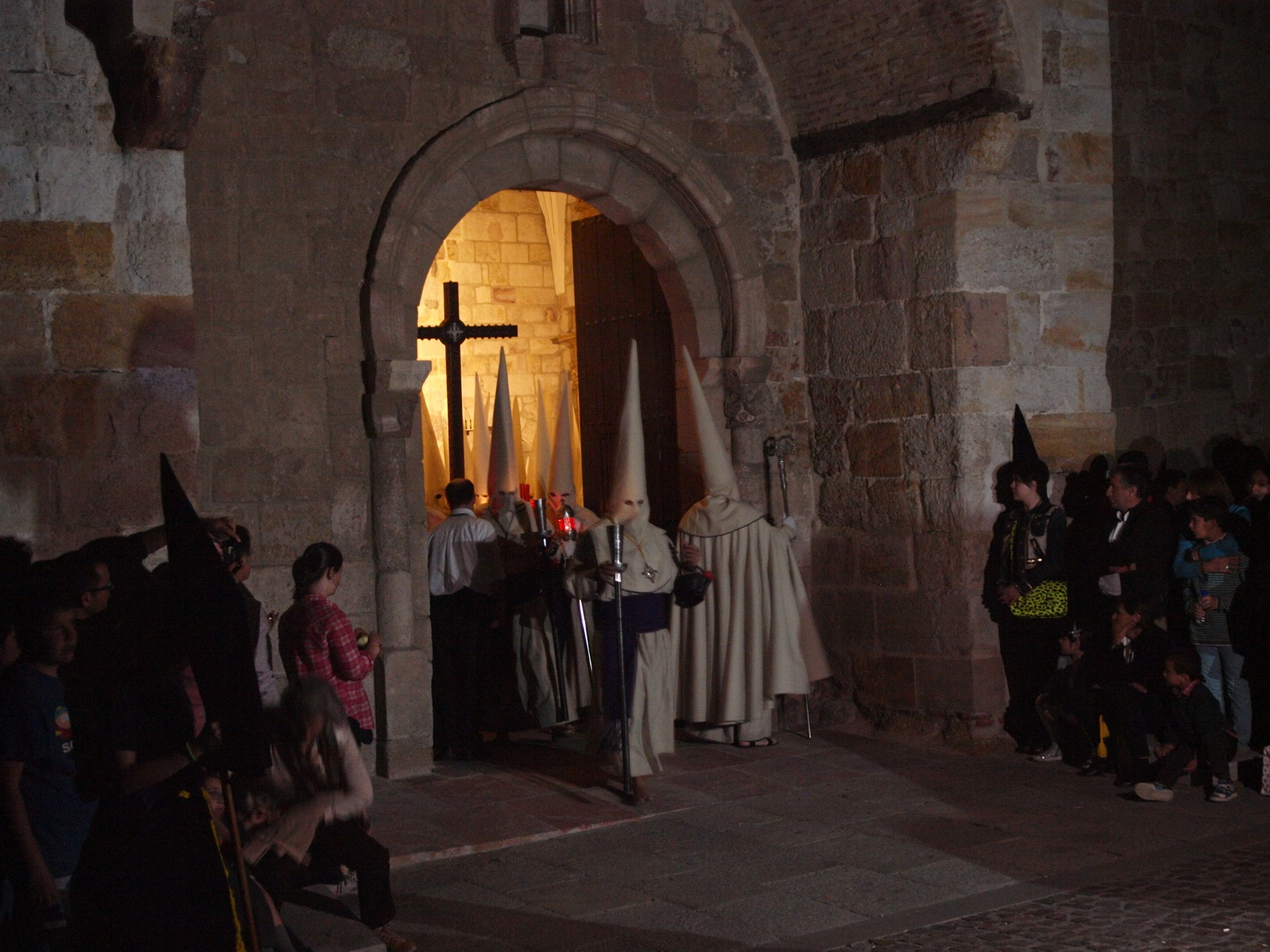
Inicio de la procesión

## Historia
La cofradía fue fundada en 1941

, para dar culto a la imagen de Cristo Yacente, que se había encontrado abandonada en la iglesia de la Concepción.
Promotor de ello fue Dionisio Alba Marcos, quien llevó a buen término la nueva cofradía. Promotores fueron tres personas:Antonio Alonso Fernández, Ramón Amigo Adánez y Dionisio Alba Marcos. Ya desde su primer año el desfile se convirtió en uno de los momentos cumbre de la Semana Santa de Zamora.
En solo treinta y seis días desde el descubrimiento de la imagen se inscribieron en la hermandad ciento once personas, en gran parte procedentes de la rama juvenil masculina de Acción Católica.
En el 50.º aniversario de la fundación de la Hermandad, el Cabildo Menor viajó a Roma y fue recibido, en Audiencia General, por Su Santidad el Papa Juan Pablo II. Durante la audiencia el Papa aceptó ser hermano de Honor de la Penitente Hermandad.

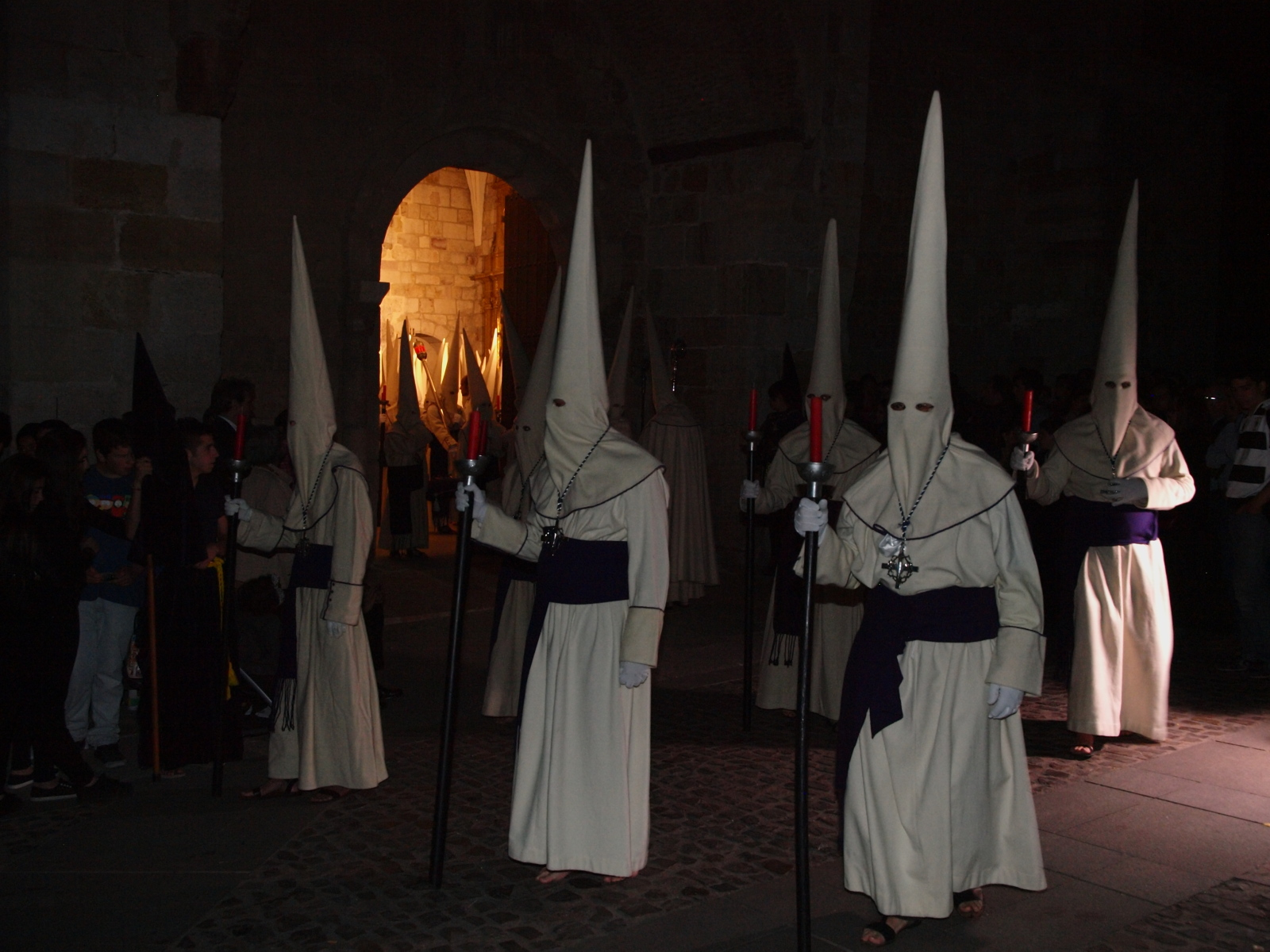
Hermanos formando

Desde su primer año de procesión se convirtió en un referente de la Semana Santa zamorana. En 1952 se incorporó el canto del Miserere.
En su 75.º aniversario el Hermano Mayor viajó a Roma para encontrarse con Su Santidad el Papa Francisco que lo recibió en audiencia general.
Actualmente la Hermandad es presidida por Dionisio Alba Alvárez, Hermano Mayor, primer seglar en ocupar este puesto. EL Hermano Mayor está al frente del Cabildo Menor, consistente en un pequeño grupo de hermanos de la Hermandad (unos diez hermanos y el capellán) y que a su vez son asistidos por el Consejo de Hermandad (unos diez hermanos más). El Cabildo Menor, con el apoyo del Consejo tienen la misión de organizar las actividades de la Hermandad y velar por el cumplimiento de los estatutos durante todo el año.

## Imagen
La imagen de Jesús Yacente, magnífica obra de la primera mitad del siglo XVII, fue durante mucho tiempo atribuida a Gregorio Fernández; actualmente se piensa que procede del círculo vallisoletano.
Navarro Talegón la cree obra de Andrés Solanes y Jesús Urrea, y a partir de un contrato de Nicolás Enríquez, opina que el autor pudo ser Francisco Fermín, hacia 1635.

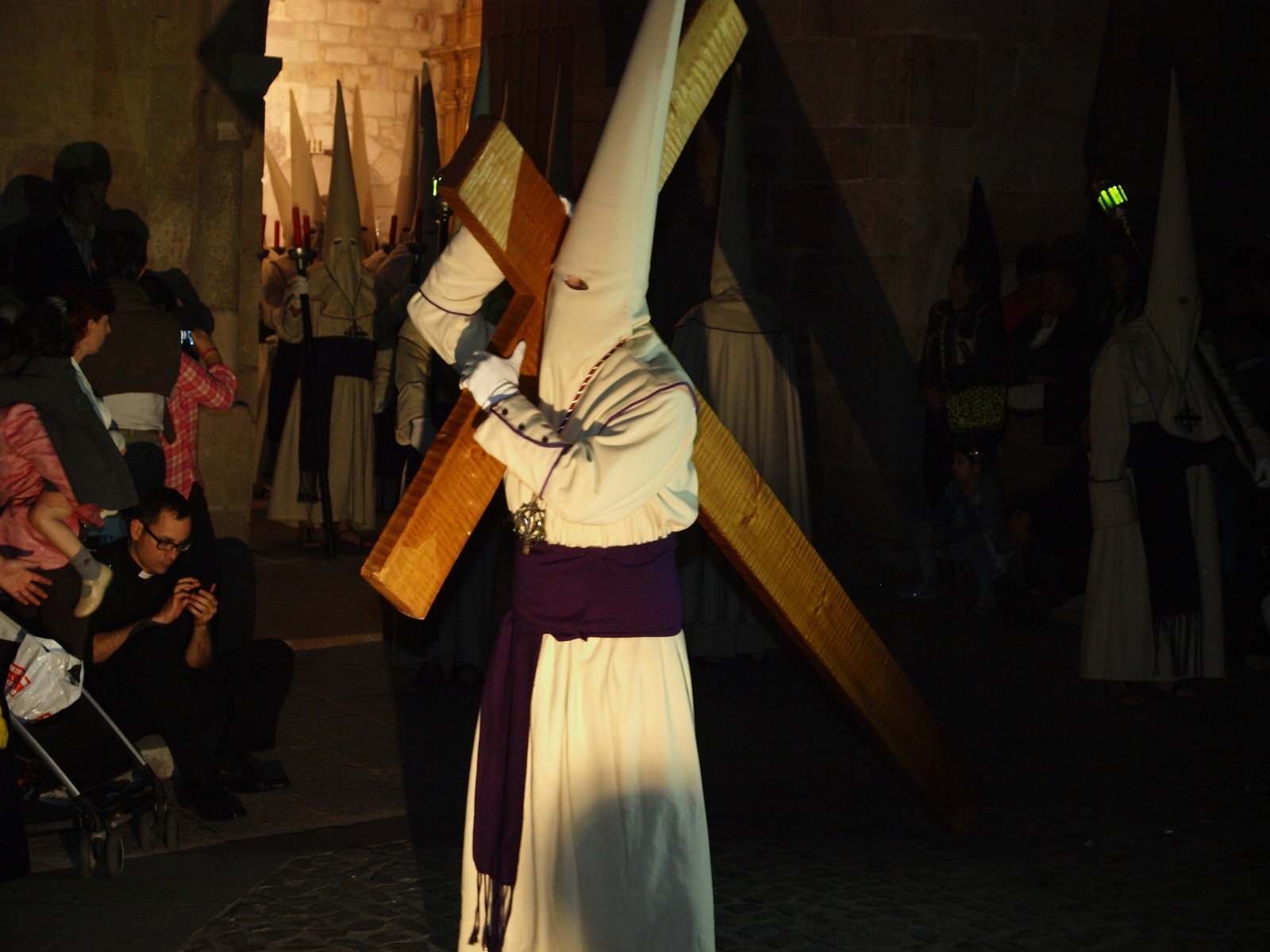
Cruz de Penitencia

Se conservó en el convento de Santo Domingo hasta 1809, año en que fue trasladada al de Nuestra Señora de la Victoria como consecuencia de la Guerra de la Independencia; más tarde pasó a la iglesia de Santiago del Burgo, y en 1853 a la de la Concepción, donde se encontró casualmente durante la realización de unas obras.
Al cerrarse la iglesia de la Concepción en 1966, fue trasladada a Santa María La Nueva, donde recibe culto en la actualidad.
Jesús Yacente ofrece al devoto la visión de Dios despojado de la condición divina, expuesto al fondo de la categoría humana. Pero para el creyente el sepulcro de Cristo representa además la esperanza de compartir su gloria. Es la meta propuesta para los que deseen abrazar su cruz.

## Procesión
Da comienzo a las 23 horas del Jueves Santo desde la Iglesia románica de Santa María la Nueva, y se inspira en el entierro de un hombre pobre de un pueblo zamorano: el cuerpo de Jesús está cubierto simplemente con un sudario, escoltado por cuatro velones rojos y es conducido al sepulcro en unas simples parihuelas por ocho hermanos, acompañado de sus vecinos -los cofrades- en un completo silencio, apenas roto por las campanillas del viático y el leve golpeteo de los hachones sobre el suelo. En los minutos anteriores a la salida de la procesión los hermanos se encierran en el interior de la iglesia de Santa María la Nueva y rezan junto al Capellán de la Hermandad y el Excmo. y Rvdmo. Sr. Obispo de Zamora, el cual habitualmente es invitado por la Hermandad. A las 11 en punto de la noche el Hermano Mayor indica que se abran las puertas del templo y se inicie la solemne procesión. La organización del desfile procesional va por colores del cordón de medallón: azul, verde, rojo, granate, gris y amarillo. El inicio de cada color lo marcan dos faroles con luz artificial. Entre color y color desfilan los abades, las cruces, la bandeja de los clavos y la bandeja de la corona de espinas. 

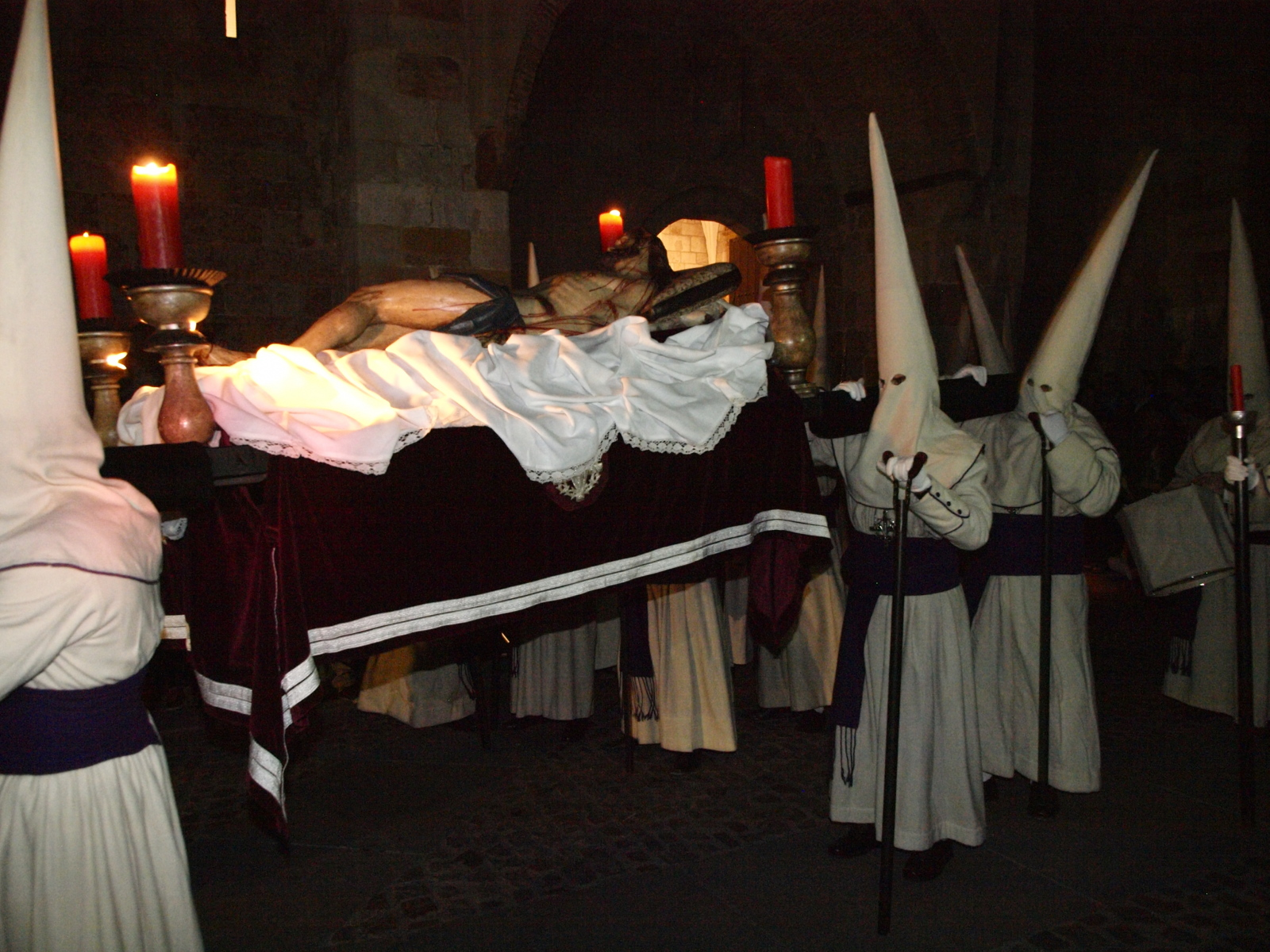
Cristo Yacente portado por los hermanos

Además de la imagen de Jesús, se portan tres cruces de madera por los mayordomos y un hermano penitente que por estricto turno lo solicita.
El hábito de la cofradía, y su largo caperuz (90 cm), son de estameña blanca, a lo que se añade una faja y ribetes morados. Con guantes blancos. Los cofrades calzan sandalias franciscanas, portan un hachón de madera negra, con cazoleta de metal y vela de cera roja.
Desde la fundación de la Hermandad hasta hoy, la noche de Jueves Santo es uno de los momentos cumbres de la Semana Santa de Zamora, siendo una procesión que impacta al espectador y llega al corazón y al alma representando el entierro de Cristo en castilla. La salida del templo, el recorrido por las calles del casco antiguo, la impresionante imagen de Cristo y sobre todo el canto del Miserere en la Plaza de Viriato hacen de esta procesión una de las más impactantes de la Semana Santa de Zamora y de España.

### El canto del Miserere
El Miserere, obra del padre Alcácer, fue introducido en 1952. Tiene una duración de 7 minutos y 40 segundos. El coro de la Hermandad, compuesto por 200 hermanos formado por bajos, barítonos y tenores, se sitúa en el centro de la Plaza de Viriato. Los hermanos hacen pasillo alrededor de la Plaza y el cristo va dando la vuelta a dicha plaza mientras se canta el Miserere (Salmo 50). Su canto constituye sin duda el momento cumbre de la procesión y uno de los más representativos de la Semana Santa zamorana. Todos los años este momento es retransmitido en directo por el Canal 24 Horas de TVE, RNE, Radio Cope y rtve.es. Ese momento es seguido desde la misma Plaza por los zamoranos, miles de visitantes venidos de toda España y el extranjero y también por diversas autoridades públicas del Gobierno de España, la Comunidad Autónoma de Castilla y León, el mundo de la política, la ciencia o las Fuerzas Armadas.

### Repercusión nacional e internacional
Todos los años el momento del canto del miserere es retransmitido en directo por el Canal 24 Horas de TVE, RNE, Radio Cope y rtve.es; junto a medios y prensa local, autonómica y nacional. Además son numerosos los medios internacionales que han levado en sus páginas crónicas e imágenes de la Solemne procesión como el The New York Times, NBC News y The Times.

## Galería

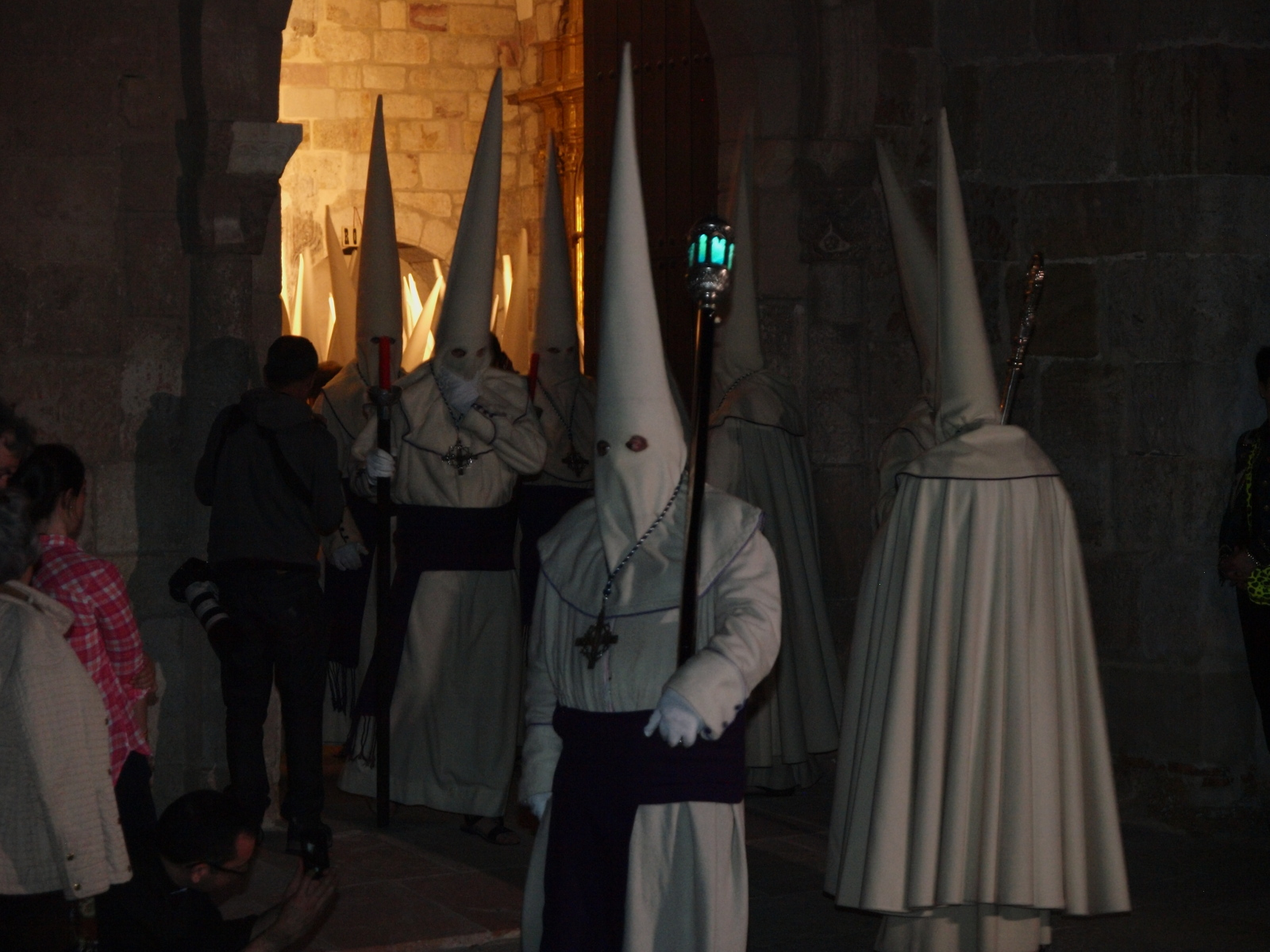
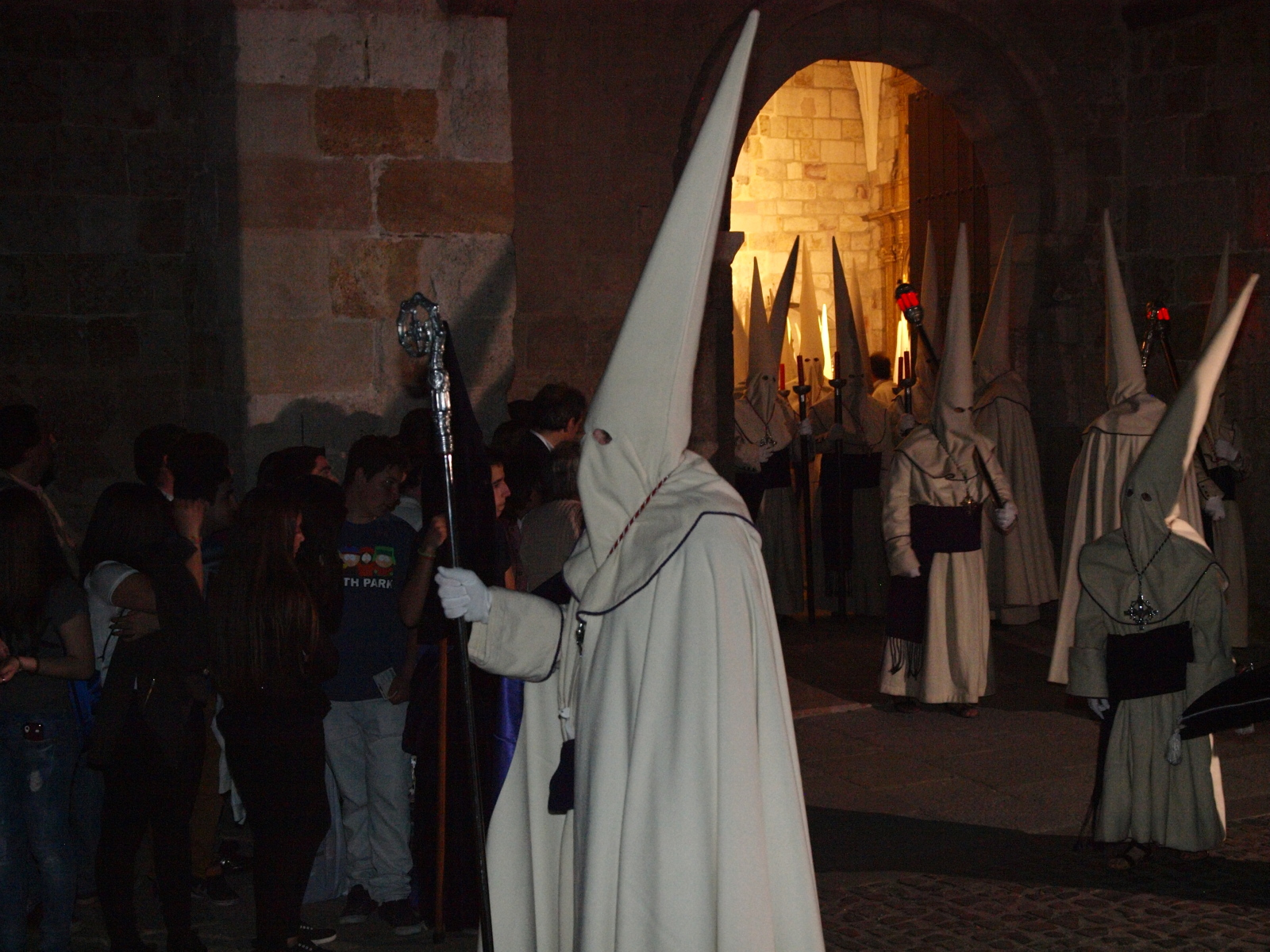
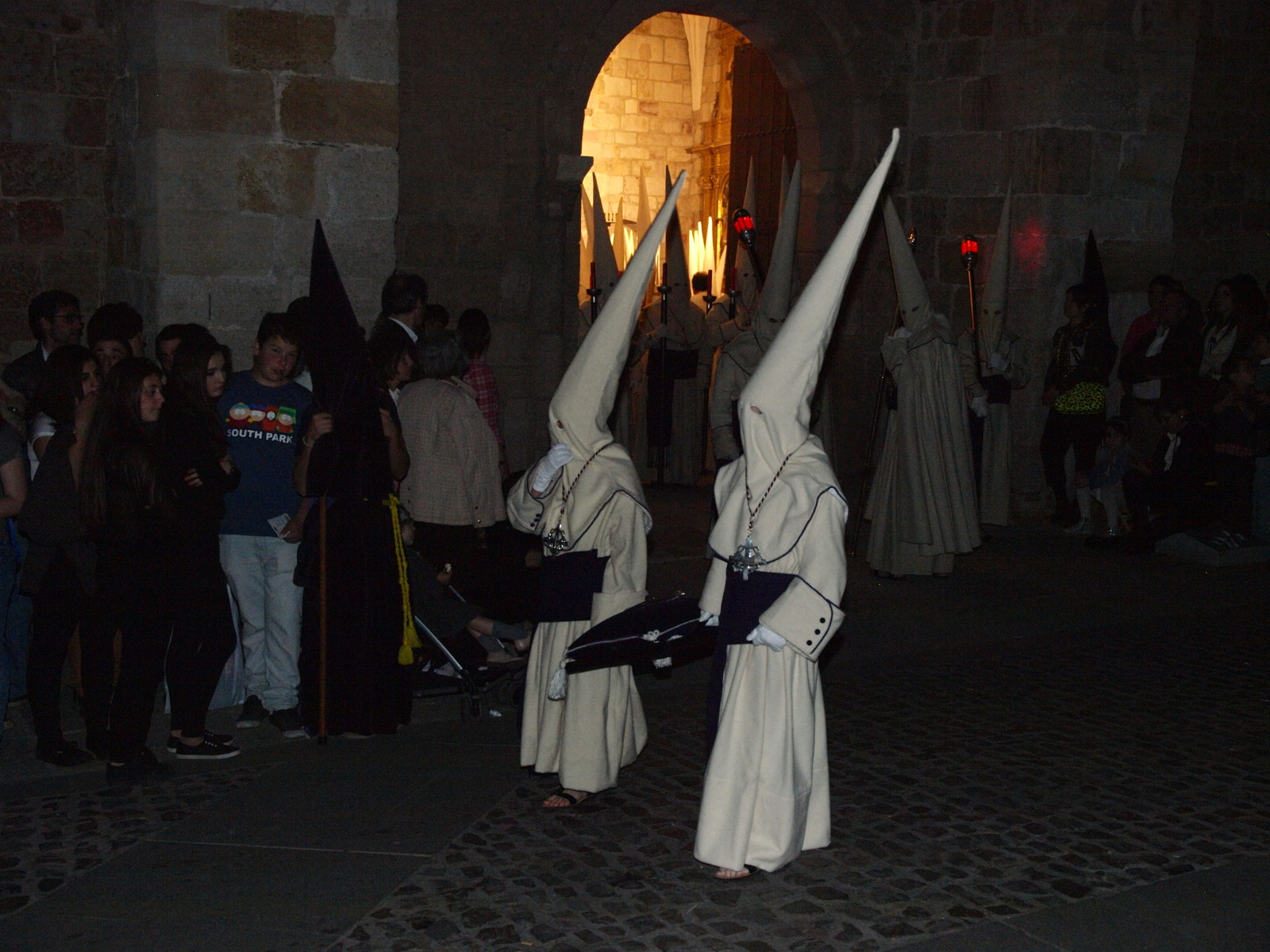
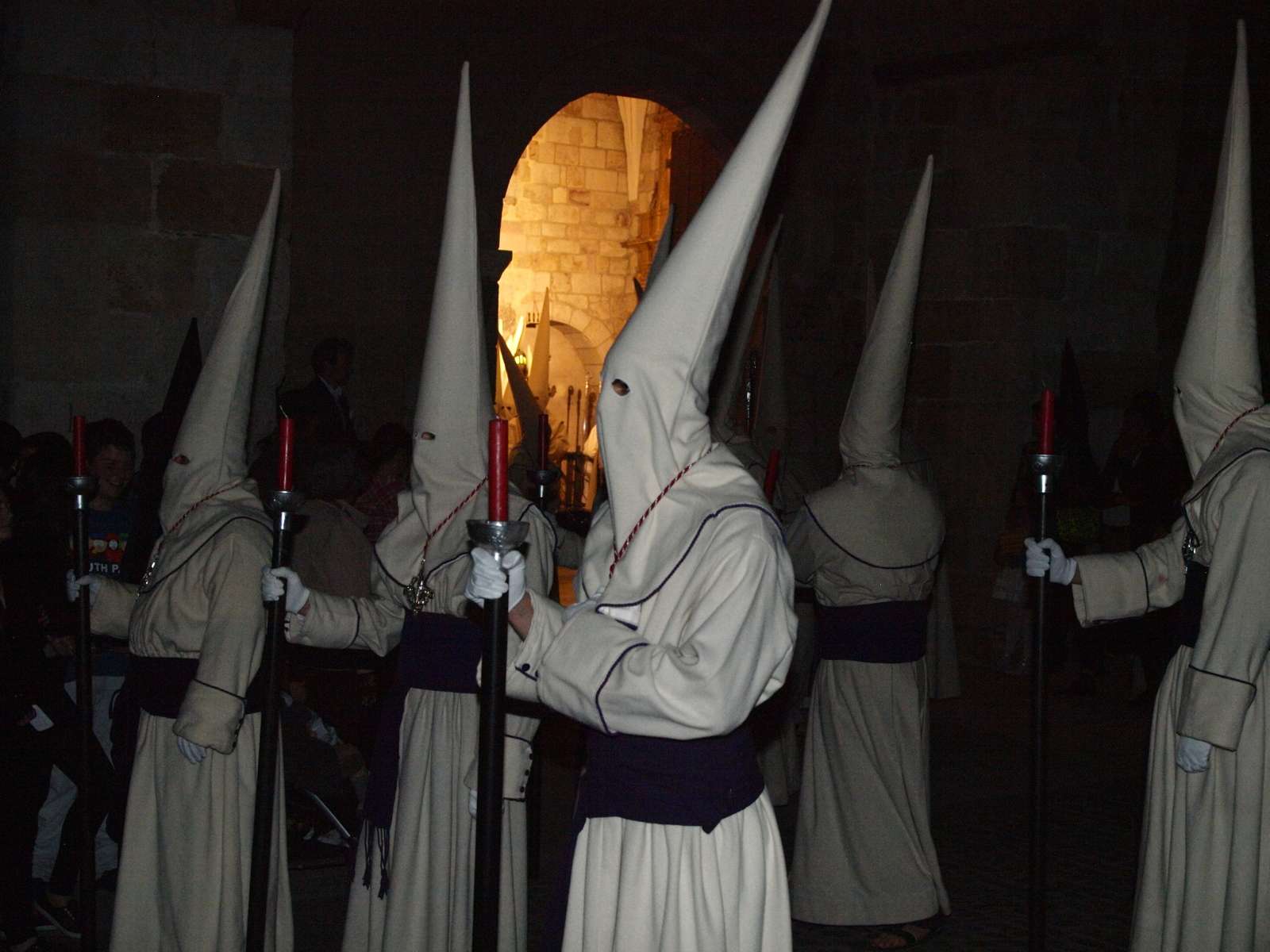
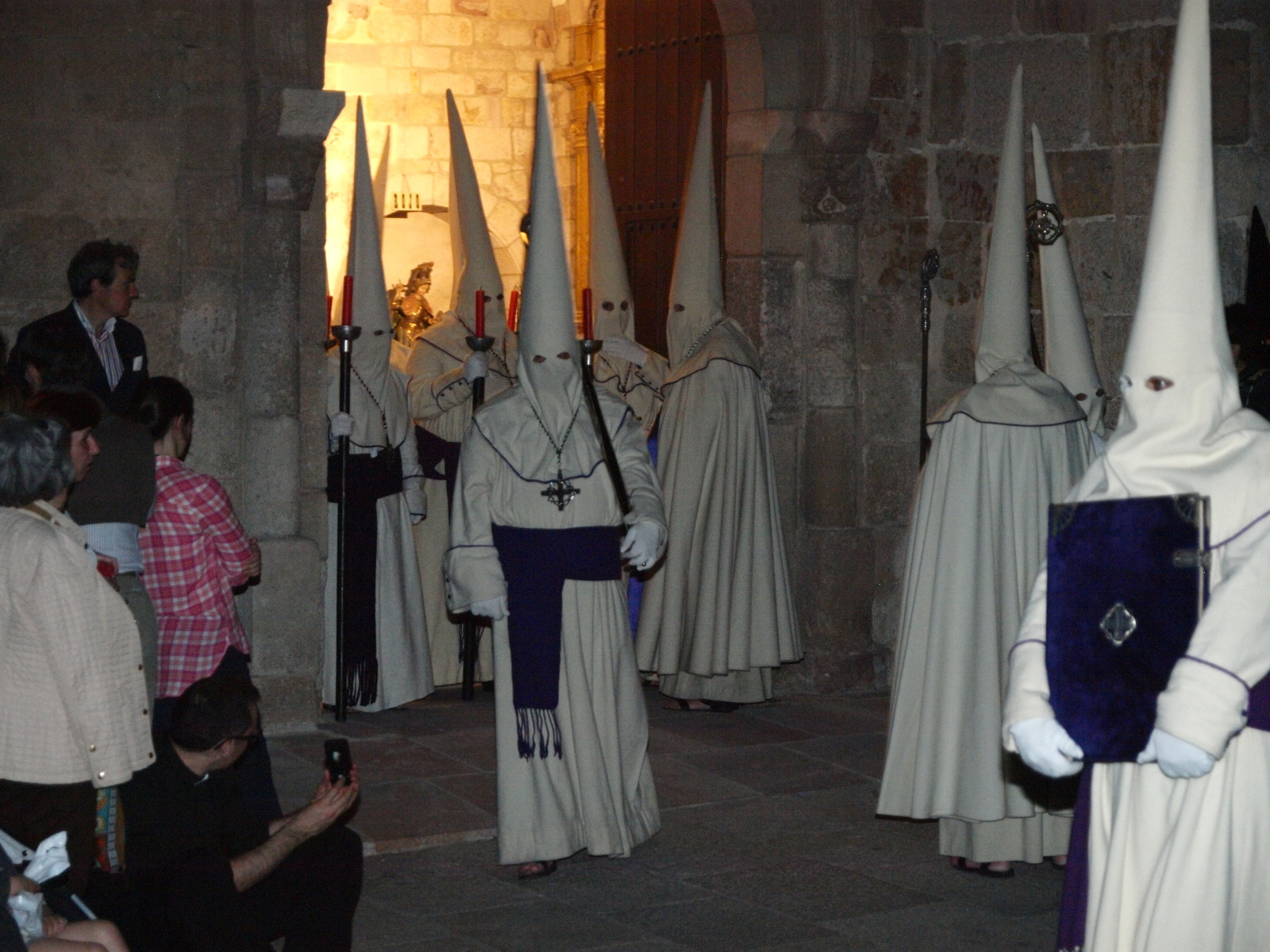
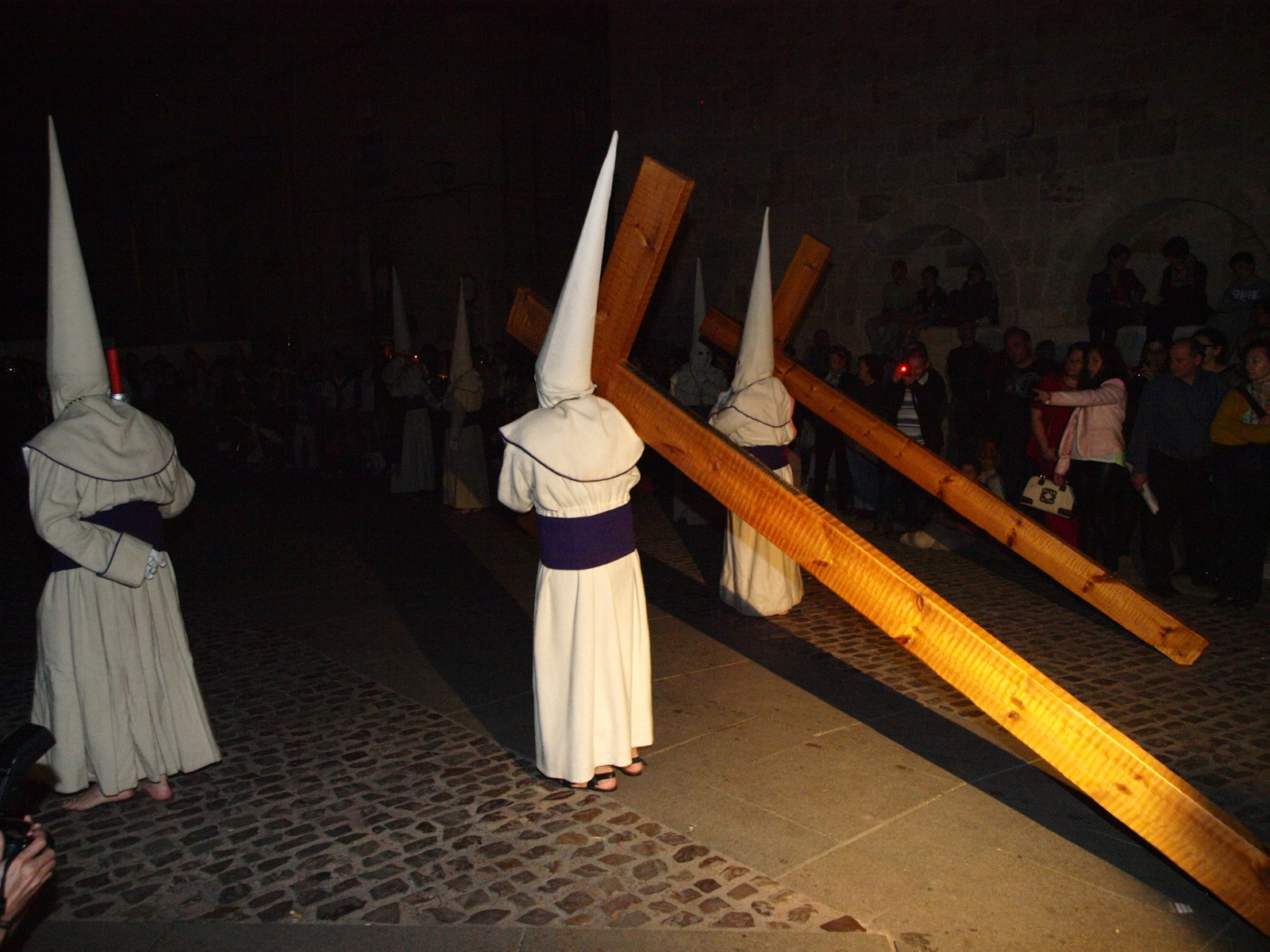
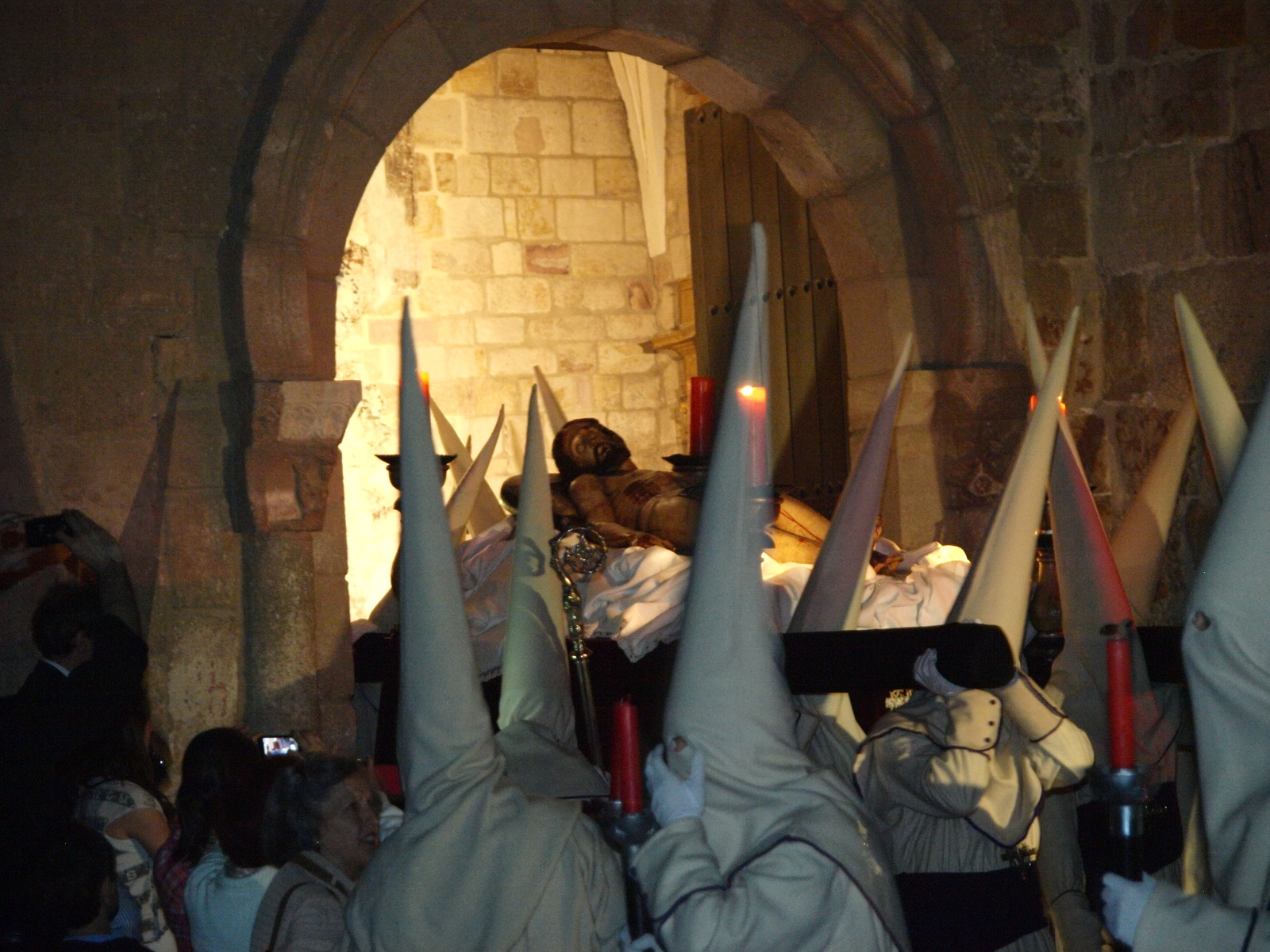
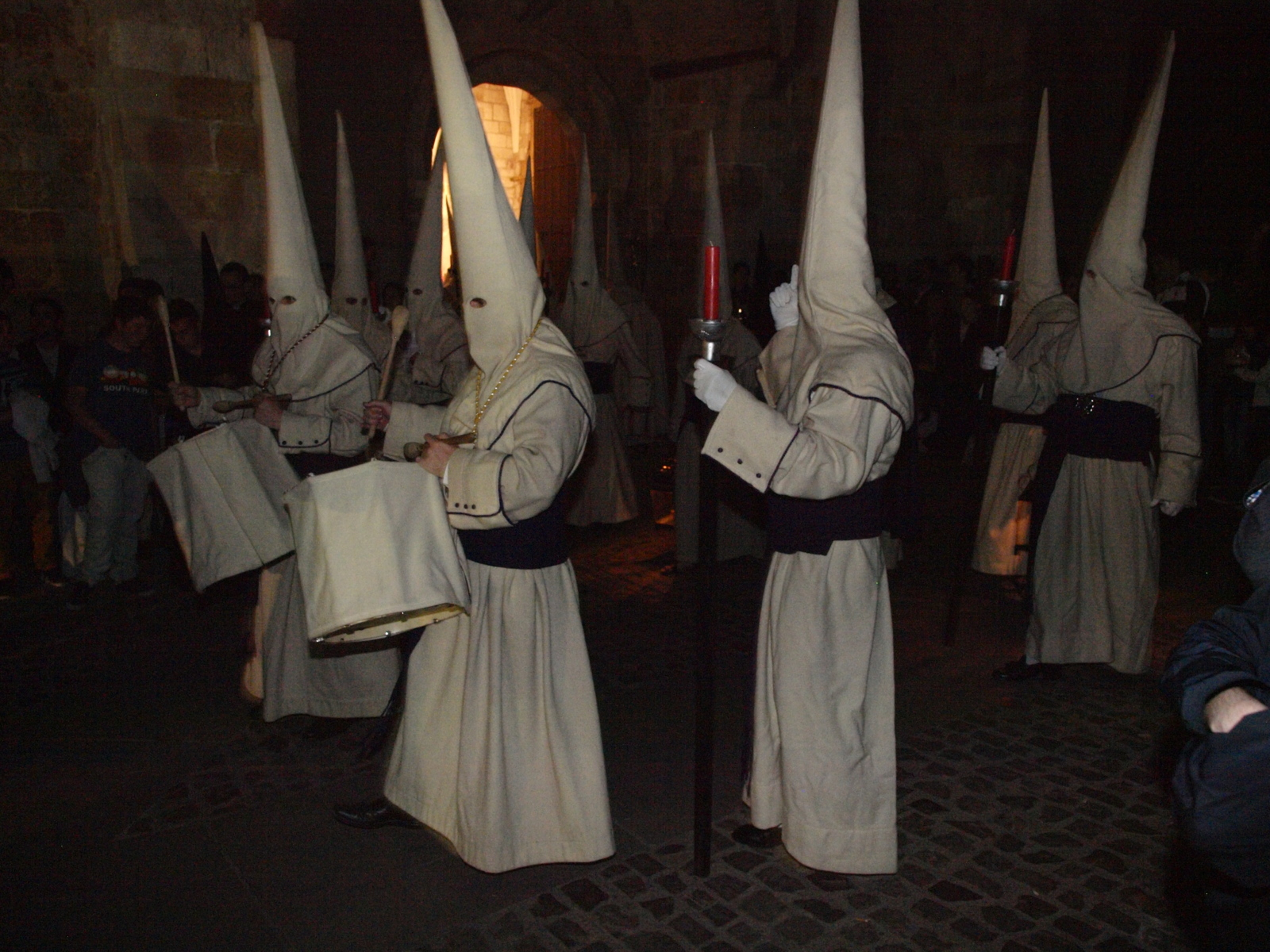